# NP-Klasse Z-5
| NP-Klasse Z-5                               | NP-Klasse Z-5                                   | NP-Klasse Z-5                                   |
| ------------------------------------------- | ----------------------------------------------- | ----------------------------------------------- |
| Werksfoto der 5000 (Dezember 1928)          |                                                 |                                                 |
| Nummerierung:                               | 5000                                            | 5001–5011                                       |
| Anzahl:                                     | 1                                               | 11                                              |
| Hersteller:                                 | ALCo                                            | Baldwin                                         |
| Baujahr:                                    | 1928                                            | 1930                                            |
| Ausmusterung:                               | um 1960                                         | um 1960                                         |
| Bauart:                                     | (1’D)D(1a) h4* (1’D)D2’ h4                      | (1’D)D(1a) h4* (1’D)D2’ h4                      |
| Spurweite:                                  | 1435 mm (Normalspur)                            | 1435 mm (Normalspur)                            |
| Länge über Kupplung:                        | 38 090 mm                                       | 38 090 mm                                       |
| Länge:                                      | 24 527 mm                                       | 24 527 mm                                       |
| Höhe:                                       | 4978 mm                                         | 5232 mm                                         |
| Breite:                                     | 3353 mm                                         | 3353 mm                                         |
| Drehgestellachsstand:                       | 8001 mm (Triebgestell) 1727 mm (Schleppgestell) | 8001 mm (Triebgestell) 1727 mm (Schleppgestell) |
| Fester Radstand:                            | 5105 mm                                         | 5105 mm                                         |
| Kuppelachsradstand:                         | 13 564 mm                                       | 13 564 mm                                       |
| Gesamtradstand:                             | 20 320 mm                                       | 20 320 mm                                       |
| Radstand mit Tender:                        | 33 552 mm                                       | 33 552 mm                                       |
| Dienstmasse:                                | 324,32 t                                        | 328,13 t                                        |
| Dienstmasse mit Tender:                     | 506,21 t                                        | 510,47 t                                        |
| Reibungsmasse:                              | 251,29 t 278,73 t*                              | 253,51 t 280,96 t*                              |
| Radsatzfahrmasse:                           | 31,98 t                                         | 32,16 t                                         |
| Indizierte Leistung:                        | < 3700 kW                                       | < 3700 kW                                       |
| Anfahrzugkraft:                             | 622 kN 682 kN*                                  | 649 kN 709 kN*                                  |
| Kuppelraddurchmesser:                       | 1600 mm                                         | 1600 mm                                         |
| Laufraddurchmesser vorn:                    | 838 mm                                          | 838 mm                                          |
| Laufraddurchmesser hinten:                  | 914/1067 mm                                     | 914/1067 mm                                     |
| Steuerungsart:                              | Walschaerts                                     | Walschaerts                                     |
| Zylinderanzahl:                             | 4                                               | 4                                               |
| Zylinderdurchmesser:                        | 660 mm                                          | 660 mm                                          |
| Kolbenhub:                                  | 813 mm                                          | 813 mm                                          |
| Kessellänge:                                | 19 425 mm                                       | 19 425 mm                                       |
| Kesselüberdruck:                            | 17,24 bar                                       | 17,24 bar                                       |
| Anzahl der Heizrohre:                       | 92                                              | 92                                              |
| Anzahl der Rauchrohre:                      | 280                                             | 280                                             |
| Heizrohrlänge:                              | 6706 mm                                         | 6706 mm                                         |
| Rostfläche:                                 | 16,91 m² (15,05 m² nach Umbau)                  | 16,91 m² (15,05 m² nach Umbau)                  |
| Strahlungsheizfläche:                       | 81,01 m²                                        | 81,01 m²                                        |
| Rohrheizfläche:                             | 631,83 m²                                       | 631,83 m²                                       |
| Überhitzerfläche:                           | 299,05 m²                                       | 299,05 m²                                       |
| Verdampfungsheizfläche:                     | 712,85 m²                                       | 712,85 m²                                       |
| Tender:                                     | 3’3’                                            | 3’3’                                            |
| Dienstmasse des Tenders:                    | 181,89 t                                        | 182,34 t                                        |
| Wasservorrat:                               | 80,25 m³                                        | 80,25 m³                                        |
| Brennstoffvorrat:                           | 24,49 t Steinkohle                              | 24,49 t Steinkohle                              |
| Lokbremse:                                  | Druckluftbremse, Handbremse                     | Druckluftbremse, Handbremse                     |
| Zugbremse:                                  | Druckluftbremse                                 | Druckluftbremse                                 |
| Kupplungstyp:                               | Janney                                          | Janney                                          |
| * mit Booster, ausgebaut 1948/1949 Quellen: |                                                 |                                                 |

Die Klasse Z-5 der Northern Pacific Railway (NP), auch bekannt unter dem Namen Yellowstone, war eine Baureihe vierzylindriger, mit einfacher Dampfdehnung arbeitender Schlepptender-Gelenkdampflokomotiven mit der Achsfolge (1’D)D2’ (Yellowstone) für den schweren Güterzugdienst. Einen Prototyp baute die American Locomotive Company (ALCo) 1928, elf Serienfahrzeuge lieferten die Baldwin Locomotive Works (BLW) 1930. Sämtliche Lokomotiven der Klasse Z-5 wurden um 1960 ausgemustert und verschrottet.

## Geschichte
Für einen Versuch, die vorhandenen Mikado-Lokomotiven auf der 348 km langen und bis zu 11 ‰ steilen Strecke Mandan–Glendive durch größere Maschinen zu ersetzen, gab die Northern Pacific Railway (NP) in den 1920er Jahren bei der American Locomotive Company (ALCo) die Entwicklung einer leistungsfähigen Güterzuglokomotive in Auftrag. 1928 baute die ALCo in Schenectady einen Prototyp mit der bis dahin unbekannten Achsfolge (1’D)D2’, welchen die NP unter der Betriebsnummer 5000 sowie der Klassenbezeichnung Z-5 in Dienst stellte und im schweren Güterzugdienst erprobte. Bekanntheit erlangte die 5000 als größte und schwerste vierzylindrige Dampflokomotive ihrer Zeit. Elf Serienfahrzeuge entstanden 1930 bei den Baldwin Locomotive Works (BLW) in Eddystone und wurden bei der NP mit den Betriebsnummern 5001 bis 5011 ebenfalls in die Klasse Z-5 eingereiht. Ihr Haupteinsatzgebiet war die Strecke Mandan–Glendive, auf der sie planmäßig 3600 t schwere Güterzüge beförderten. Der auf den durch Glendive fließenden Yellowstone River zurückzuführende Beiname Yellowstone galt ursprünglich den Lokomotiven der NP, wurde später jedoch allgemein für Dampflokomotiven mit der Achsfolge (1’D)D2’ verwendet. Bis Dezember 1941 erhielten die Fahrzeuge der Klasse Z-5 neue Rahmen sowie Timken-Rollenlager. In den Jahren 1948 und 1949 wurden die Speisewasservorwärmer und Booster ausgebaut, um die Instandhaltungskosten zu senken. Alle zwölf Maschinen wurden bis etwa 1960 ausgemustert und verschrottet.

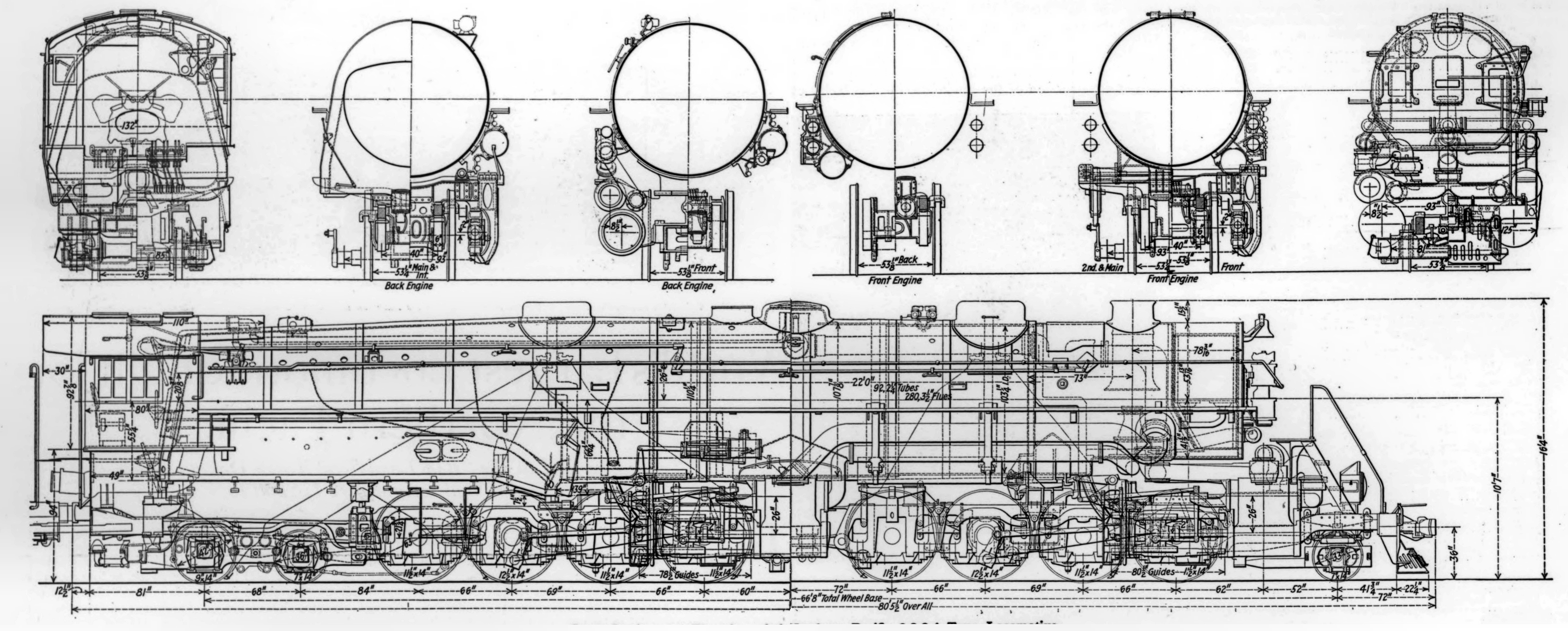
Schnittzeichnung der 5000
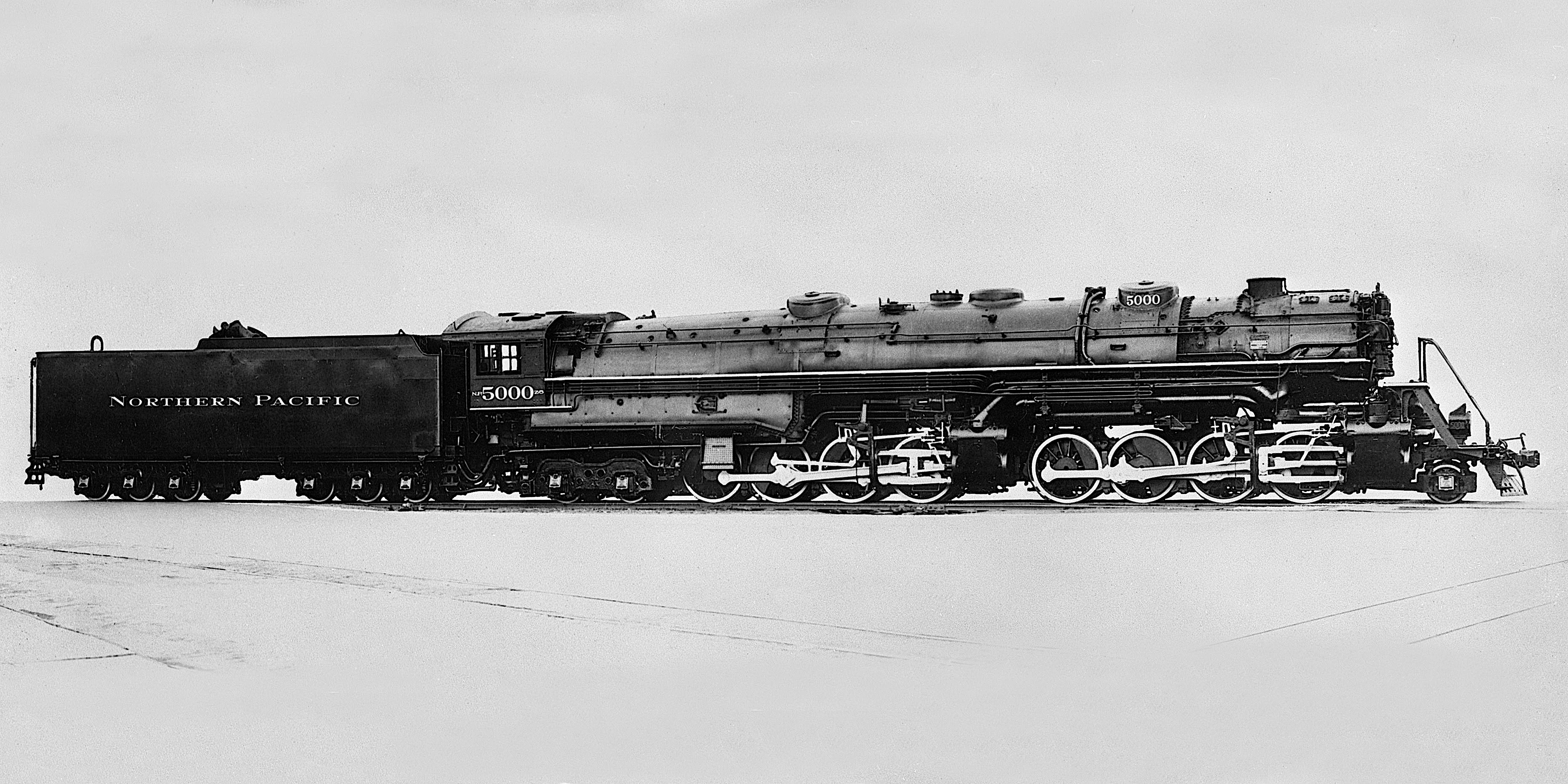
Werksfoto der 5000 (Dezember 1928)
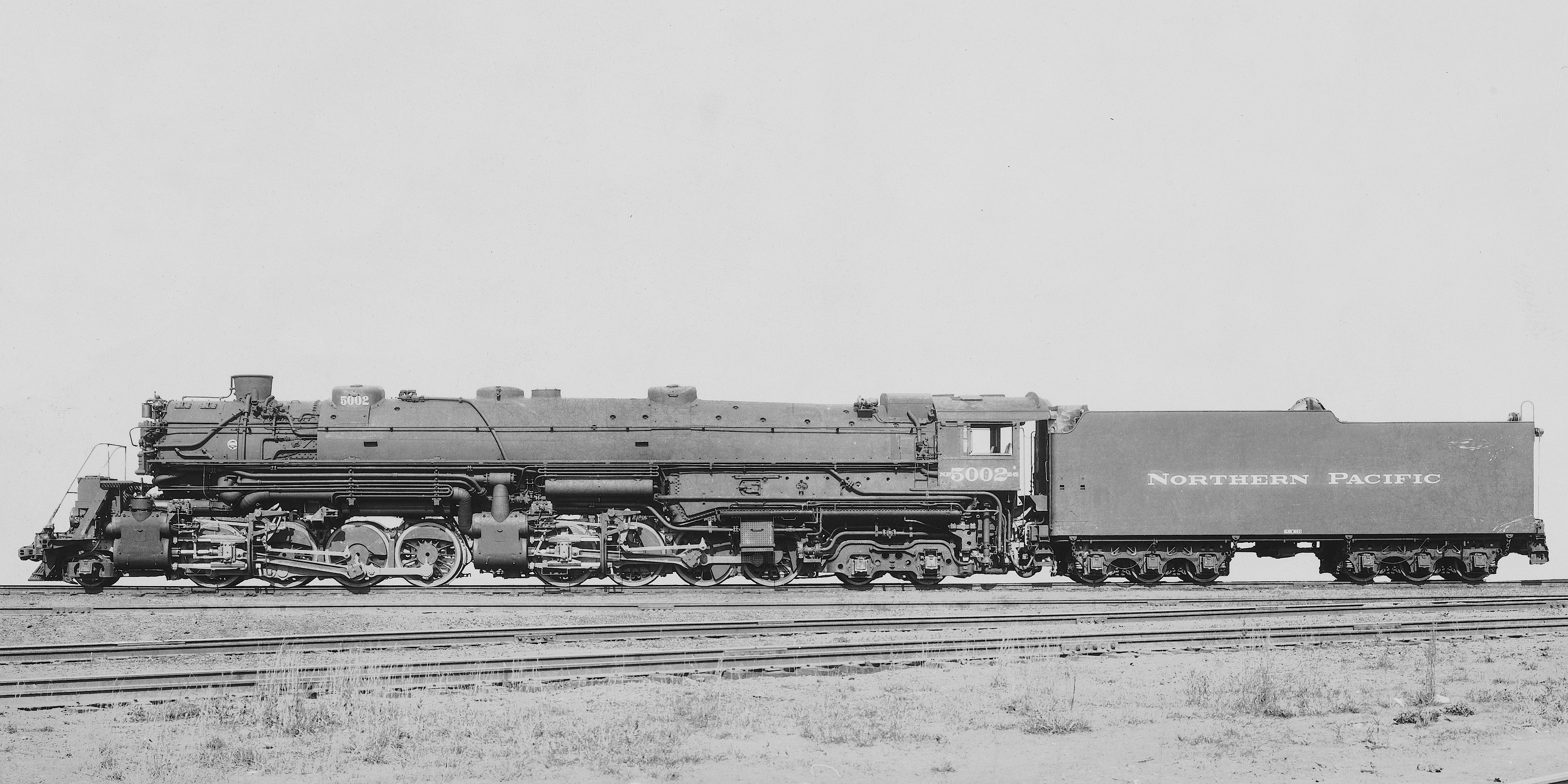
Werksfoto der 5002 (April 1930)
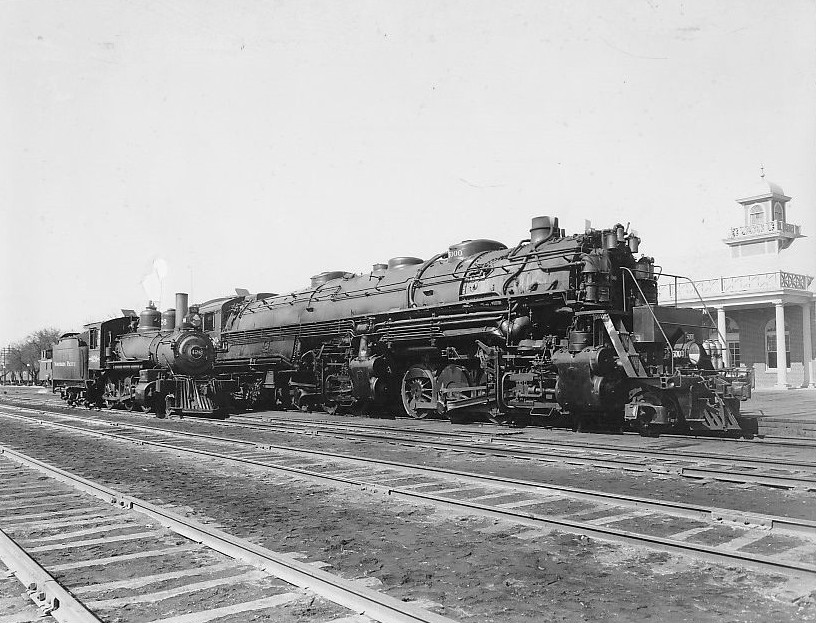
5000 neben einer älteren Mogul-Lokomotive (November 1930)
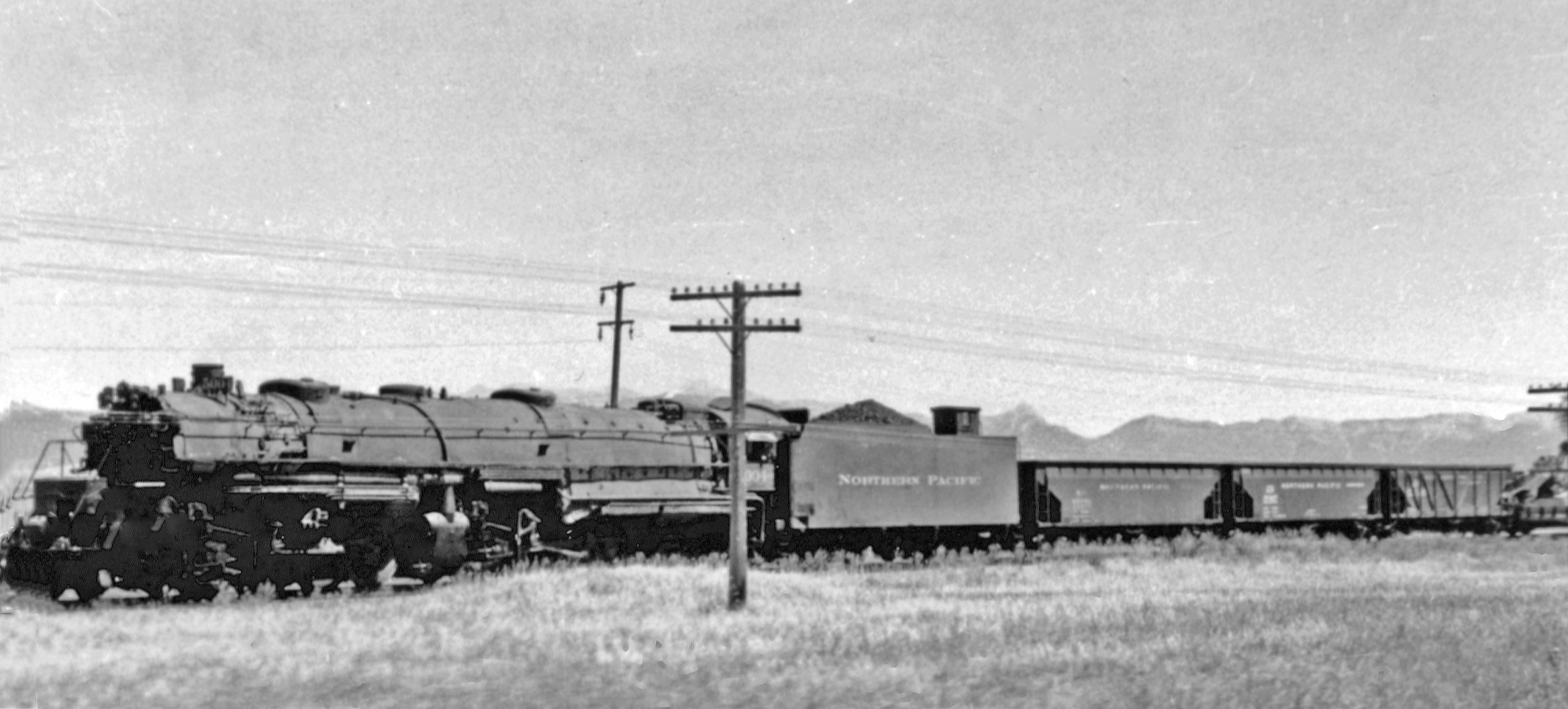
5004 mit Güterzug bei Manhattan (Juli 1952)

## Technik
Die Gelenklokomotiven besaßen ein Triebgestell mit einem führenden Laufradsatz und vier Kuppelradsätzen, auf dem sich der vordere Teil des Kessels abstützte. Das hintere Laufwerk bestand aus vier im Hauptrahmen gelagerten Kuppelradsätzen sowie einem zweiachsigen Delta-Schleppgestell. Der Treibradsatz war jeweils der dritte gekuppelte Radsatz. Als Treib- und Kuppelräder wurden Speichenräder verwendet, die Radsatz- und Stangenlager waren als Gleitlager ausgeführt. Der führende Kuppelradsatz jeder Triebwerksgruppe war seitenverschiebbar gelagert. Das Schleppgestell enthielt einen Franklin-Booster, der auf den hinteren Schleppradsatz wirkte und die Anfahrzugkraft um 60 kN erhöhen konnte. Der etwa 75 t schwere und mit 5153 Stehbolzen ausgerüstete Dampfkessel besaß einen konisch geformten Langkessel mit einem maximalen Außendurchmesser von 2800 mm. Er war für eine Dampfleistung von 54,43 t/h konzipiert, aus der sich eine Heizflächenbelastung von 76,36 kg/m²h ergab. Drei Nicholson-Thermosiphons waren in der 6760 mm langen Feuerbüchse, zwei weitere in der 1842 mm langen Verbrennungskammer angeordnet. Mit einer Rostfläche von 16,91 m² verfügten die Maschinen der Klasse Z-5 über den größten jemals in einen Lokomotivkessel eingebauten Rost zur Feuerung mit geringwertiger Steinkohle aus dem bahneigenen Rosebud-Tagebau nahe Colstrip. Eine Reinigungsöffnung in beiden Seitenwänden des Stehkessels ermöglichte den Zugang zum vorderen Teil des Rostes. Um der unvollständigen Verbrennung entgegenzuwirken, wurde nachträglich ein senkrechter Feuerschirm mit 610 mm Abstand zum vorderen Ende der Feuerbüchse aufgemauert. Der vor dem Feuerschirm liegende Bereich des Rostes wurde verschlossen, um das Einströmen kalter Verbrennungsluft zu verhindern. Die Rostfläche verkleinerte sich dadurch auf 15,05 m². Der Dupont-Simplex-Stoker des Typs B war in der Lage, stündlich 18,14 t Brennstoff zu fördern. Als Speiseeinrichtungen waren zwei Coffin-Kreiselpumpen mit einer gemeinsamen Förderleistung von 45,50 m³/h vor dem Schleppgestell sowie zwei Hancock-Injektoren mit einer gemeinsamen Förderleistung von 47,32 m³/h vorhanden. Als Speisewasservorwärmer diente ein Coffin-Oberflächenvorwärmer. Gekuppelt waren die Lokomotiven mit einem sechsachsigen Drehgestelltender.

## Lieferliste
| ALCo    | 67578       | 5000      | Dezember 1928  |
| Baldwin | 61292–61293 | 5001–5002 | April 1930     |
| Baldwin | 61356–61358 | 5003–5005 | Mai 1930       |
| Baldwin | 61380–61381 | 5006–5007 | Mai 1930       |
| Baldwin | 61419–61420 | 5008–5009 | Juli 1930      |
| Baldwin | 61434       | 5010      | Juli 1930      |
| Baldwin | 61495       | 5011      | September 1930 |
| Quelle: |             |           |                |